# Martha Coolidge
Martha Coolidge (New Haven, 17 agosto 1946) è una regista statunitense.

## Biografia
È stata la presidente del Directors Guild of America dal 2002 al 2003.

## Filmografia parziale

### Regista

#### Cinema
- La ragazza di San Diego (Valley Girl) (1983)
- Non toccate le ragazze (National Lampoon's Joy Of Sex) (1984)
- Scuola di geni (Real Genius) (1985)
- Un poliziotto in incognito (Plain Clothes) (1988)
- Rosa Scompiglio e i suoi amanti (Rambling Rose) (1991)
- Pazze d'amore (Crazy in Love) (1992)
- Proibito amare (Lost in Yonkers) (1993)
- Angie - Una donna tutta sola (Angie) (1994)
- Tre desideri (Three Wishes) (1995)
- Gli impenitenti (Out to Sea) (1997)
- The Flamingo Rising (2001)
- Un principe tutto mio (The Prince & Me) (2004)
- Material Girls (2006)
- Chrissa - Che fatica la scuola (An american girl: Chrissa stand strong) (2009)
- I'll Find You (Music, War and Love) (2019)

#### Televisione
- Winners – serie TV (1977)
- Ai confini della realtà (The Twilight Zone) – serie TV, episodi 1x30-1x43-2x16 (1985-1987)
- Troppo forte! (Sledge Hammer!) – serie TV, episodio 1x01 (1986)
- Vi presento Dorothy Dandridge (Introducing Dorothy Dandridge) – film TV (1999)
- Women (If These Walls Could Talk 2) – film TV (2000)
- Leap Years – serie TV, episodio 1x01 (2001)
- Sex and the City – serie TV, episodi 4x17-4x18 (2002)
- Hidden Hills – serie TV, episodio 1x12 (2003)
- Huff – serie TV, episodio 1x12 (2005)
- Related – serie TV, episodio 1x13 (2006)
- CSI - Scena del crimine (CSI: Crime Scene Investigation) – serie TV, 4 episodi (2006)
- Shark - Giustizia a tutti i costi (Shark) – serie TV, episodio 1x19 (2007)
- Weeds – serie TV, episodio 3x04 (2007)
- Psych – serie TV, episodio 3x14 (2008)
- Cult – serie TV, episodio 1x06 (2013)
- The Glades – serie TV, episodio 4x06 (2013)
- Killer Women – serie TV, episodio 1x03 (2014)
- The Night Shift – serie TV, episodio 1x07 (2014)
- Madam Secretary – serie TV, episodio 1x07 (2014)
- Angie Tribeca – serie TV, episodio 1x03 (2016)
- Siren – serie TV, episodio 1x06 (2018)

### Attrice
- Beverly Hills Cop III - Un piedipiatti a Beverly Hills III (Beverly Hills Cop III), regia di John Landis (1994)
- I'll Find You (Music, War and Love), regia di Martha Coolidge (2019)

### Produttrice
- Un tuffo nel passato (Rip Girls), regia di Joyce Chopra – film TV (2000)